# El Chadaille Bitshiabu
El Chadaille Bitshiabu, né le 16 mai 2005 à Villeneuve-Saint-Georges (Val-de-Marne), est un footballeur Français qui évolue au poste de défenseur central au RB Leipzig.

## Biographie

### En club

#### Paris Saint-Germain (2017-2023)
Né le 16 mai 2005 à Villeneuve-Saint-Georges, dans le Val-de-Marne, au sein d'une famille d'origine congolaise, El Chadaille Bitshiabu est formé par le Paris Saint-Germain, qu'il rejoint en 2017 en provenance de l'Athletic Club de Boulogne-Billancourt,.
Mesurant déjà 1,90 m à 12 ans, il impressionne dès son plus jeune âge mais pas seulement par son physique. Considéré comme un joueur précoce et l'un des éléments les plus prometteurs du centre de formation, il se distingue aussi par son placement et sa qualité de passes, n'hésitant pas à chercher à "casser des lignes" et prenant parfois des risques. Il est également testé au milieu de terrain par son entraîneur avec les U19, Zoumana Camara,.
Bitshiabu signe son premier contrat professionnel avec le Paris Saint-Germain le 29 juillet 2021, étant alors lié au PSG jusqu'en juin 2024,,,.
El Chadaille Bitshiabu fait ses débuts en professionnel lors d'une rencontre de coupe de France contre l'Entente Feignies Aulnoye le 19 décembre 2021. Il entre en jeu à la place de Presnel Kimpembe ce jour-là, et son équipe l'emporte par trois buts à zéro. Cette apparition fait de lui le plus jeune joueur à participer à un match avec le Paris Saint-Germain, à seize ans sept mois et trois jours. Il bat ainsi le record précédemment détenu par le français Kingsley Coman.
Il joue son premier match en Ligue 1 le 20 avril 2022 contre le Angers SCO. Il entre en jeu ce jour-là et son équipe s'impose par trois buts à zéro. Avec cette apparition il devient le troisième plus jeune joueur à jouer un match de Ligue 1 pour le PSG, derrière Kingsley Coman et Nicolas Anelka.
Avec sa participation à la saison 2021-2022 avec le PSG, il obtient le titre de champion de France, le dixième sacre du club.
Bitshiabu joue son premier match de Ligue des champions le 8 mars 2023, lors des huitièmes de finale contre le Bayern Munich. Il entre en jeu à la place de Nordi Mukiele et son équipe est battue sur le score de deux buts à zéro,.

#### RB Leipzig (2023-)
Le 18 juillet 2023, El Chadaille Bitshiabu signe au RB Leipzig en paraphant un contrat de cinq ans. Cependant, le PSG dispose d'une clause de rachat de 10 millions d'euros. Ce dernier n'a pas débuté dans un match officiel avec son nouveau club à cause d'une blessure en match amical,,,.

### En sélection
En avril 2022, il est sélectionné avec l'équipe de France des moins de 17 ans pour l'Euro 2022 organisé en Israël.
Il participe à la qualification de la France pour la finale après une séance de tirs au but face au Portugal,. Il est titularisé lors de la finale remportée le 1er juin 2022 face au Pays-Bas (2-1 score final).

## Statistiques
| Saison                | Club                  | Championnat           | Championnat | Championnat | Championnat | Coupe(s) nationale(s) | Coupe(s) nationale(s) | Coupe(s) nationale(s) | Compétition(s) continentale(s) | Compétition(s) continentale(s) | Compétition(s) continentale(s) | Compétition(s) continentale(s) | Total | Total | Total |
| Saison                | Club                  | Division              | M.          | B.          | P.d.        | M.                    | B.                    | P.d.                  | Comp.                          | M.                             | B.                             | P.d.                           | M.    | B.    | P.d.  |
| 2021-2022             | Paris Saint-Germain   | Ligue 1               | 1           | 0           | 0           | 2                     | 0                     | 0                     | C1                             | -                              | -                              | -                              | 3     | 0     | 0     |
| 2022-2023             | Paris Saint-Germain   | Ligue 1               | 13          | 0           | 0           | 2                     | 0                     | 0                     | C1                             | 1                              | 0                              | 0                              | 16    | 0     | 0     |
| Sous-total            | Sous-total            | Sous-total            | 14          | 0           | 0           | 4                     | 0                     | 0                     | -                              | 1                              | 0                              | 0                              | 19    | 0     | 0     |
| 2023-2024             | RB Leipzig            | Bundesliga            | 6           | 0           | 0           | -                     | -                     | -                     | C1                             | -                              | -                              | -                              | 6     | 0     | 0     |
| 2024-2025             | RB Leipzig            | Bundesliga            | 21          | 0           | 0           | 3                     | 0                     | 0                     | C1                             | 4                              | 0                              | 0                              | 28    | 0     | 0     |
| 2025-2026             | RB Leipzig            | Bundesliga            | 0           | 0           | 0           | 1                     | 0                     | 0                     | -                              | -                              | -                              | -                              | 1     | 0     | 0     |
| Sous-total            | Sous-total            | Sous-total            | 27          | 0           | 0           | 4                     | 0                     | 0                     | -                              | 4                              | 0                              | 0                              | 35    | 0     | 0     |
| Total sur la carrière | Total sur la carrière | Total sur la carrière | 41          | 0           | 0           | 8                     | 0                     | 0                     | -                              | 5                              | 0                              | 0                              | 54    | 0     | 0     |

## Palmarès
| En club Paris Saint-Germain Championnat de France (2) : Champion : 2022 et 2023 . |  | En sélection France -17 ans Championnat d'Europe -17 ans (1) : Vainqueur : 2022 . |